# Santa Cruz de los Cáñamos
Santa Cruz de los Cáñamos ist ein Dorf und eine spanische Gemeinde (municipio) mit 471 Einwohnern (Stand: 2024) im Südosten der historischen Landschaft La Mancha in der Provinz Ciudad Real in der Region Kastilien-La Mancha in Zentralspanien. 

## Lage und Klima
Santa Cruz de los Cáñamos liegt etwa 100 Kilometer südöstlich von Ciudad Real in einer Höhe von ca. 980 m. Das Klima ist meist trocken und warm; der spärliche Regen (ca. 497 mm/Jahr) fällt überwiegend in den Wintermonaten.

## Bevölkerungsentwicklung
| Jahr      | 1970 | 1981 | 1991 | 2001 | 2011 | 2021 |
| Einwohner | 923  | 786  | 673  | 643  | 595  | 515  |

Infolge der Mechanisierung der Landwirtschaft, der Aufgabe bäuerlicher Kleinbetriebe („Höfesterben“) und der dadurch ausgelösten „Landflucht“ ist die Einwohnerzahl der Gemeinde in der zweiten Hälfte des 20. Jahrhunderts deutlich gesunken.

## Sehenswürdigkeiten
- Bartholomäuskirche (Iglesia de San Bartolomé)
- Isidorkapelle (Ermita de San Isidro)

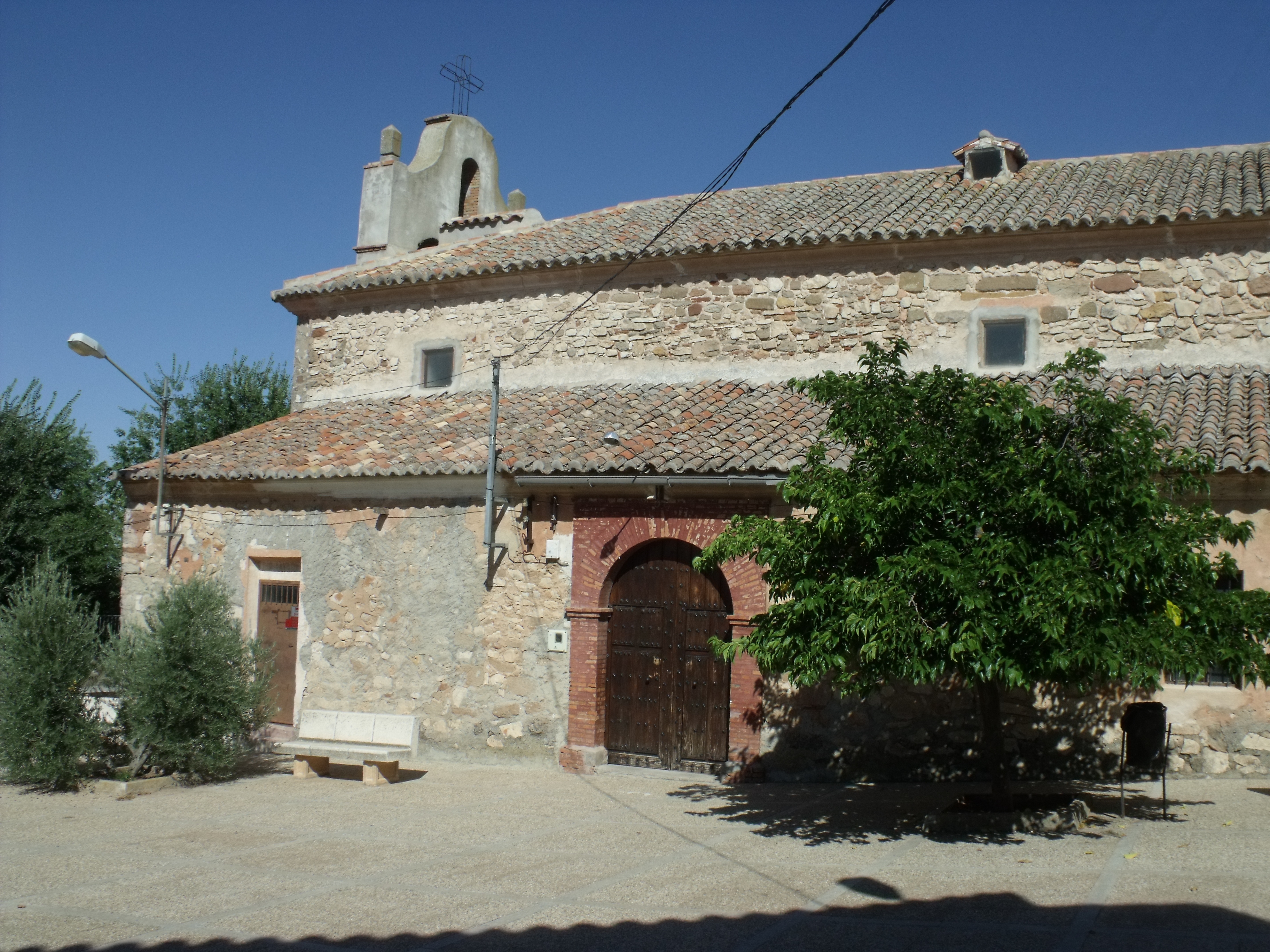
Bartholomäuskirche
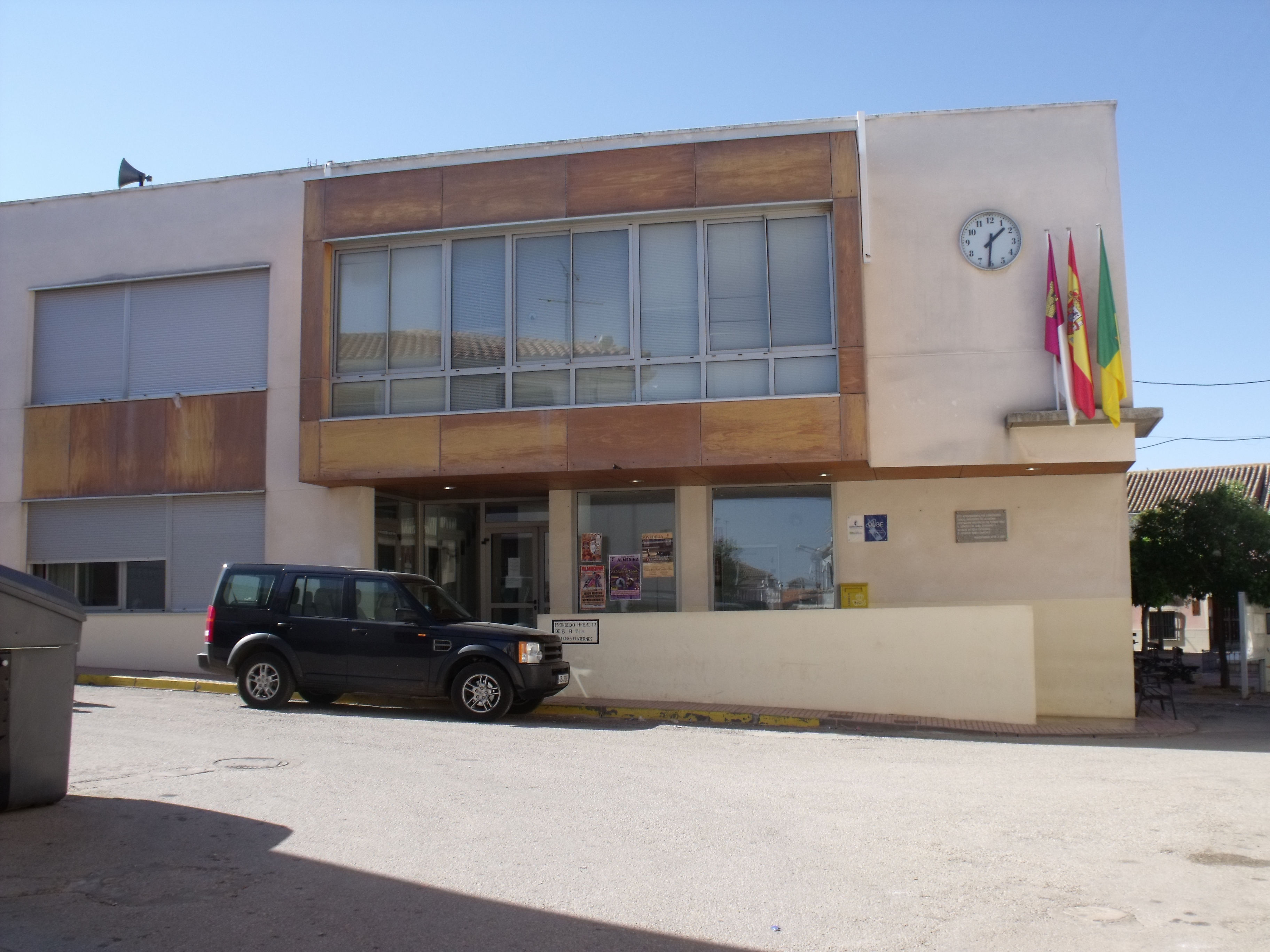
Rathaus